# Stevie Salas
Stevie Salas (Oceanside (Californië), 17 november 1964) is een Amerikaanse gitarist, auteur, televisiepresentator, muziekregisseur, platenproducent, filmcomponist en adviseur van hedendaagse muziek in het Smithsonian National Museum of the American Indian. Hij is van Indiaanse (Apache) afkomst.

## Biografie
In 1989 werd Stevie vermeldt in Bill & Ted's Excellent Adventure als het uitvoeren van de gitaarsolo van het personage Rufus (gespeeld door George Carlin) in de slotscène. Stevie's handen waren ook te zien tijdens het uitvoeren van de solo, volgens de aftiteling van de film.
In 1990 bracht Salas zijn eerste soloalbum Stevie Salas Colorcode uit, de opening voor Joe Satriani en zijn album Flying in a Blue Dream uit 1989. Salas' muziek kreeg aandacht in zowel Japan als Europa.
In 1993 bracht hij Stevie Salas Presents: The Electric Pow Wow uit, een coveralbum met liedjes die Salas in zijn jeugd inspireerden, met gastartiesten als Zakk Wylde, Glenn Hughes, T.M. Stevens, Richie Kotzen en Slim Jim Phantom. In 1994 bracht Salas Back from the Living uit in Japan, waar zijn singles Start Again en Tell Your Story Walkin werden uitgebracht. Gedurende deze tijd verscheen hij ook op het album Rats van toenmalig vriendin Sass Jordan. Salas was touring-gitarist voor de Out of Order Tour van Rod Stewart, waar hij de inspiratie kreeg voor zijn boek When We Were the Boys, een boek met herinneringen aan het toeren van wereldpodia.
In 2001 huurde Mick Jagger hem in als gitarist en muzikaal leider voor de Goddess in the Doorway Tour. Later dat jaar bracht Salas Shapeshifter: The Fall and Rise of Stevie No Wonder uit.
In 2003 bracht hij The Soulblasters of the Universe uit en deed hij zijn eerste Europese Colorcode-tournee sinds 1999.
Van 2006 tot 2010 was Salas muzikaal directeur en adviseur voor American Idol en 19 Entertainment, die Kris Allen, Adam Lambert, Chris Daughtry en hun respectievelijke touringbands koesterde voor daaropvolgende Amerikaanse tournees. In 2007 bracht hij zijn eerste Best Of-plaat The sun and the earth uit, die zijn solocarrière weergeeft.
Salas begon te werken als gastheer en uitvoerend producent van de Canadian Music tv-serie Arbor Live voor APTN. Medio 2009 richtte Salas samen met internetondernemer Laurence Dorazio het bedrijf Rockstar Solos, LLC op, dat zich richt op de ontwikkeling van gaming- en entertainmentapplicaties voor iPhone en iPad. De eerste applicatie, ook wel Rockstar Solos genoemd, kwam in december 2009 beschikbaar in de iTunes Store. Het bedrijf Rockstar Logic heeft tot op heden duizenden downloads.
In 2009 werkte Salas samen met T.I en Justin Timberlake aan het nummer Dead and Gone, dat uiteindelijk nummer 2 bereikte in de Amerikaanse Billboard hitlijst. Later dat jaar ontving Salas een Native American Lifetime Achievement Award bij de Native American Music Awards. Van 2010 tot 2012 was hij adviseur voor hedendaagse muziek in het National Museum of the American Indian. Hij co-creëerde zowel de tentoonstelling Up Where We Belong-Natives In Popular Culture als The Living Earth Festival. In 2012 creëerde en was Salas uitvoerend producent van Catch The Dream Bios met Adam Beach voor APTN met shows die in 2014 werden uitgezonden.
Salas was uitvoerend producent van RUMBLE: The Indians Who Rocked the World, een Indiaanse muziekdocumentaire voor PBS en Super Channel. (Sundance-winnaar 2017 voor Masterful Storytelling). Hij was uitvoerend producent en maker van Dreamcatcher Bios, geproduceerd door Rezolution Pictures Montreal Canada voor APTN televisie. Hij co-schreef en produceerde het nieuwe project/band INABA/SALAS met de Japanse supersterzanger, multi-instrumentalist en songwriter Koshi Inaba voor het Japanse platenlabel Vermillion Records. Het album Chubby Groove werd uitgebracht op 18 januari 2017 en was die week het nummer 2-album in het land en bleef daarna enkele weken in de top 10 staan. Het album werd ondersteund door een uitverkochte Chubby Groove Tour 2017, die in januari/februari 2017 door heel Japan werd gespeeld. Het record werd op 4 oktober 2017 met goud gecertificeerd in Japan. Op 15 februari 2020 bracht Inaba/Salas hun tweede album Maximum Huavo uit.

## Apparatuur
Salas speelt zeer vaak bij zijn concerten op een groene Caparison Custom-gitaar. Soms bespeelt hij ook gitaren van Billytone, G&L, Italia Guitars en FGN Guitars. Hij gebruikt versterkers van Hayden en Marshall. Als omvormers gebruikt hij de modellen MXR Distortion III und MXR GT-OD.
In 2014 kwam het model Idolmaker van de Duitse fabrikant Framus op de markt, dat in nauwe samenwerking met Salas was ontstaan. Een versie van het model draagt zijn naam.

## Privéleven
Stevie Salas, een Mescalero-Apache, woont in Carlsbad, waar hij ook opgroeide.

## Discografie

### Albums
- 1990: Stevie Salas Colorcode
- 1991: Stuff EP
- 1992: Bootleg Like A Mug (Live in Japan)
- 1993: The Electric Pow Wow
- 1994: Back From The Living
- 1995: All That...And Born To Mack (Live in Japan)
- 1996: Anthology Of Stevie Salas Colorcode 1987–1994
- 1996: Alter Native
- 1996: Alter Native EP
- 1997: Alter Native Gold
- 1997: Le Bootleg (Live in Paris)
- 1997: Seoul Power
- 1998: Viva La Noise
- 1998: The Sometimes Almost Never Was
- 1999: Sol Power
- 2001: Shapeshifter – The Rise And Fall of Stevie No Wonder
- 2004: The Soulblasters of The Universe
- 2004: The Soulblasters of The Universe – Cosmic Flutie A Mixtape For The Underdog
- 2006: Be What It Is
- 2007: The Sun And The Earth
- 2009: Set It On Blast!!
- 2010: The Best Of The IMF's (ft. Bernard Fowler)
- 2010: Jam Power

### Gastoptredens
- 1986: George Clinton: R&B Skeletons in the Closet (Capitol Records)
- 1988: Bootsy Collins: What's Bootsy Doin'? (Columbia Records)
- 1988: Was (Not Was): What Up, Dog? (Chrysalis Records)
- 1988: Eddie Money: Nothing to Lose (Columbia Records)
- 1988: The Pandoras: Rock Hard EP (Restless Records)
- 1988: Phil Cristian: No Prisoner
- 1989: Shakespears Sister: Sacred Heart (FFRR Records)
- 1989: Shakespears Sister: You're History single (FFRR Records)
- 1989: Cats in Boots: KickedClawed
- 1989: The Burns Sisters: Endangered Species (Columbia Records)
- 1990: Ronald Shannon Jackson: Red Warrior (Axiom Records)
- 1991: Mister Fiddler: With Respect
- 1992: Sass Jordan: Racine (MCA Records)
- 1992: Steve Thomson: Steve Thomson
- 1992: Jeff Healey Band: Feel This (Arista Records)
- 1993: Terence Trent D'Arby featuring Des'ree: Delicate single (Columbia Records)
- 1994: Sass Jordan: Rats (Impact Records)
- 1995: TM Stevens: Out of Control... BOOM!!!
- 1995: Terence Trent D'Arby: Vibrator (Columbia Records)
- 1995: Red Thunder: Makoce Wakan
- 1996: Cassius Slade: Land of Opportun-ists
- 1997: Anri: Twin Soul (For Life Music)
- 1997: TM Stevens: Radioactive
- 1997: Carmine Appice: Guitar Zeus 2: Channel Mind Radio
- 1997: Munetaka Higuchi with Dream Castle: Free World
- 1998: Tomoya with 3T: Eternal Flame single (Universal Music Japan)
- 1998: Taisuke: Heavy Pop
- 1998: Robert Williams: Date with the Devil's Daughter
- 1998: Tokio: Graffiti (Sony Japan)
- 1999: Michael Hutchence: Michael Hutchence (V2 Records)
- 1999: Glenn Hughes: The Way It Is (SPV/Nippon Crown/Shrapnel Records)
- 2000: Takul: Nuclear Sonic Punk
- 2000: Jeff Healey Band: Get Me Some (Eagle Records)
- 2001: TM Stevens: Shocka Zooloo
- 2002: Andy Dick: Andy Dick and the Bitches of the Century
- 2003: Chris Catena: Freak Out
- 2003: Ken Tamplin and Friends: Wake the Nations
- 2004: Koshi Inaba: Peace of Mind
- 2005: OctavePussy: Here Are the Results of the Universal Jury
- 2006: Bernard Fowler: Friends with Privileges (Sony Japan)
- 2008: T.I. feat. Justin Timberlake: Dead and Gone single (Atlantic/WEA)
- 2009: Heavy Glow: It's Too Late (StockXChange Music Australia)